# Kostel svatého Františka z Assisi (Mariánská)
Kostel svatého Františka z Assisi je zaniklý římskokatolický chrám v Mariánské, části města Jáchymov v okrese Karlovy Vary. Byl součástí areálu tamního kapucínského kláštera.

## Historie
V roce 1753 přišli na poutní místo ke kostelu Nanebevzetí Panny Marie kapucíni, kteří si zde postavili jednak klášter, jednak vlastní klášterní kostel svatého Františka z Assisi. S budováním konventu bylo započato v roce 1753, realizace chrámu začala o něco později. Kostel byl dokončen v roce 1765 a tvořil většinu východního křídla kapucínského areálu. Byl tak umístěn kolmo na osu poutního chrámu Nanebevzetí Panny Marie, který se jej dotýkal zadní částí svého kněžiště. Jednolodní bezvěžový chrám byl v roce 1781 doplněn na střeše sanktusníkem. Klášter byl zrušen v roce 1948 a z areálu byl vytvořen tábor pro politické vězně. Kostel svatého Františka z Assisi byl využíván jako skladiště a střelnice. Ke zrušení tábora došlo v roce 1960, zcela zchátralý areál pak sloužil jako sklad. V roce 1965 byl klášter i s oběma kostely odstřelen.